# BB Good
«BB Good» es una canción de los Jonas Brothers que fue escrita por los tres hermanos y por John Taylor. La canción, aunque no se lanzó como single, alcanzó suficientes ventas digitales para ingresar al Billboard Hot 100.
En una reseña del álbum de los Jonas Brothers A Little Bit Longer, Stephen Thomas Erlewine de Allmusic llamó a la canción un "opener adicto" y la describió como "pop punchy y potente."

## Posicionamiento
| Listas (2008–2009) | Posiciones |
| ------------------ | ---------- |
| Billboard Hot 100  | 88         |
| U.S. Digital Songs | 39         |
| U.S. Pop 100       | 60         |